# Null
El término null, nulo o DG es a menudo utilizado en la computación para hacer referencia a la nada. Su significado y uso varía según el lenguaje de programación.
En programación, null resulta ser un valor especial aplicado a un puntero (o referencia) usado para indicar que no se apunta a un objeto o dato válidos. Usualmente se utiliza el valor 0 (cero) como null, debido a que muchos sistemas operativos consideran el intentar acceder a una dirección de memoria tan baja como un error. Null es también utilizado en varias otras disciplinas y no únicamente en programación.
En contexto de bases de datos, null se utiliza para indicar la ausencia de valor asociado a un campo para un determinado registro.
Asimismo se definen los resultados para null en operaciones lógicas:[cita requerida]
Operación "O"
Verdadero O null = Verdadero
Falso O null = null
Operación "Y"
Verdadero Y null = null
Falso Y null = Falso

Utilizar null en lenguajes orientados a objetos es considerado un antipatrón de diseño.[cita requerida]